# Henk Nijdam
Hendrik Nijdam, detto Henk (Haren, 26 settembre 1935 – Breda, 30 aprile 2009), è stato un ciclista su strada e pistard olandese.
Professionista tra il 1962 e il 1969, fu due volte campione del mondo dell'inseguimento e vinse due tappe al Tour de France e quattro alla Vuelta a España.

## Carriera
Da dilettante partecipò alle olimpiadi di Roma 1960, venendo eliminato ai quarti di finale nell'inseguimento a squadre. Nello stesso anno fu campione nazionale e vicecampione mondiale nell'inseguimento individuale, mentre nel 1961 fu campione del mondo nella stessa specialità. Nel 1962 passò professionista con la Flandria, vincendo nel primo anno i titoli mondiale e nazionale dell'inseguimento, una tappa alla Corsa della Pace e l'Olympia's Tour, dove ottenne anche una vittoria di tappa. Nel 1963 fu bronzo mondiale nell'inseguimento; l'anno successivo fu campione olandese dell'inseguimento e vinse la tappa di Besançon del Tour de France. Nel 1965, nel 1966 e nel 1967 conquistò altri due titoli nazionali nell'inseguimento; in questi anni vinse tre tappe alla Vuelta a España, una tappa al Tour de France ed il Nationale Sluitingsprijs nel 1966 ed una tappa alla Vuelta a España 1967. Partecipò a sei edizioni del Tour de France, tre della Vuelta a España, una del Giro d'Italia ed un campionato del mondo su strada. È il padre del ciclista Jelle Nijdam, professionista tra il 1984 ed il 1996.

## Palmarès

### Pista
- 1960

Campionati olandesi, Inseguimento individuale dilettanti
- 1961

Campionati del mondo, Inseguimento individuale dilettanti
- 1962

Campionati olandesi, Inseguimento individuale
Campionati del mondo, Inseguimento individuale
- 1964

Campionati olandesi, Inseguimento individuale
- 1965

Campionati olandesi, Inseguimento individuale
- 1966

Campionati olandesi, Inseguimento individuale
- 1967

Campionati olandesi, Inseguimento individuale

### Strada
- 1957 (Dilettanti, una vittoria)

4ª tappa Ronde van het IJsselmeer
- 1958 (Dilettanti, una vittoria)

6ª tappa, 1ª semitappa Ronde van West-Vlaanderen (Reningelst > Zedelgem)
- 1961 (Dilettanti, una vittoria)

Ronde van Midden-Nederland (Utrecht)
- 1962 (Flandria, sei vittorie)

4ª tappa, 1ª semitappa Corsa della Pace (Erfurt > Jena, cronometro)
1ª tappa Olympia's Race (Amsterdam > Zundert)
Classifica generale Olympia's Race
2ª tappa Giro del Belgio indipendenti (Forest > Deinze)
7ª tappa, 1ª semitappa Giro del Belgio indipendenti (Lovanio > Wetteren)
- 1964 (Televizier, una vittoria)

6ª tappa Tour de France (Friburgo in Brisgovia > Besançon)
- 1966 (Televizier, cinque vittorie)

8ª tappa Vuelta a España (Saragozza > Lleida)
10ª tappa, 2ª semitappa Vuelta a España (Barcellona > Barcellona)
16ª tappa Vuelta a España (Logroño > Burgos)
20ª tappa Tour de France (Saint-Étienne > Montluçon)
Nationale Sluitingsprijs
- 1967 (Televizier, cinque vittorie)

12ª tappa Vuelta a España (Andorra la Vella > Lleida)

### Altri successi
- 1957

Criterium di Alkmaar, dilettanti
- 1958

Criterium di Koewacht, dilettanti
- 1960

campionati olandesi, Prova a squadre
- 1962

Criterium di Oldeberkoop
- 1964

Criterium di Oirschot
Ronde van Made
- 1965

Criterium di Kwaadmechelen
Mijl van Mares
- 1966

Criterium di Valkenswaard
3ª tappa, 1ª semitappa Tour de France (Tournai > Tournai, cronosquadre)
Criterium di Ulvenhout
Kermesse di Eeklo
- 1967

Criterium di Beervelde
- 1968

Criterium di Essen
Criterium di Kortenhoef
Criterium di Rijkevorsel

## Piazzamenti

### Grandi Giri
- Giro d'Italia

1963: ritirato
- Tour de France

1964: 66ºritirato (10ª tappa)
1965: 50º
1966: 73º
1967: squalificato (2ª tappa)
1968: ritirato (12ª tappa)
1969: ritirato (5ª tappa)
- Vuelta a España

1966: 22º
1967: 59º
1969: fuori tempo massimo (12ª tappa)

### Classiche monumento
- Giro delle Fiandre

1967: 51º
1968: 72º
- Parigi-Roubaix

1964: 60º
1966: 58º
1968: 7º

### Competizioni mondiali
- Campionati del mondo su pista

Lipsia 1960 - Inseguimento individuale dilettanti: 2º
Zurigo 1961 - Inseguimento individuale dilettanti: vincitore
Milano 1962 - Inseguimento individuale: vincitore
Rocourt 1963 - Inseguimento individuale: 3º
- Campionati del mondo su strada

Nürburgring 1966 - In linea: ritirato
- Giochi olimpici

Roma 1960 - Inseguimento a squadre: eliminato 4F